# Мікамі Сьоко
Мікамі Сьоко (яп. 三上 尚子; нар. 8 січня 1981, Ітіхара, Японія) — японська футболістка та тренерка, виступала в збірній Японії.

## Клубна кар'єра
Народилася в Ітіхарі 8 січня 1981 року. У 1996 році приєдналася до клубу «Нікко Сек'юриті Дрімс». Команда тричі поспіль разом з Сьоко (1996—1998) вигравала Л-Лігу. Проте в 1998 році через фінансові проблеми «Нікко Сек'юриті Дрімс» було розформовано. Після цього Мікамі перейшла до «Тасакі Перуле». У сезоні 2001 року потрапила до Найкращої 11-ки. У 2002 році перейшла до клубу «ДЖЕФ Юнайтед» (Ітіхара). У 2003 році виїхала до Сполучених Штатів Америки, де виступала за університетські команди. У 2007 році повернулася до «ДЖЕФ Юнайтед» (Тіба), а в 2009 році завершила кар'єру гравчині.

## Кар'єра в збірній
У листопаді 1999 року Мікамі була викликана до збірної Японії для участі в чемпіонаті Азії 1999 року. Дебютувала в національній збірній на цьому турнірі 12 листопада проти Непалу та відзначилася у воротах команди-суперниці 2-а голами. У футболці збірної Японії в 1999 році зіграла 3 матчі та відзначилася 2-а голами.

## Кар'єра тренерки
По завершенні кар'єри гравчині почала тренувати молодіжну команду «ДЖЕФ Юнайтед» (Тіба). У 2014 році очолила першу команду клубу. Тренувала команду до завершення сезону 2017 року.

## Статистика виступів у збірній
| жіноча національна збірна Японії | жіноча національна збірна Японії | жіноча національна збірна Японії |
| Рік                              | Матчі                            | Голи                             |
| -------------------------------- | -------------------------------- | -------------------------------- |
| 1999                             | 3                                | 2                                |
| Загалом                          | 3                                | 2                                |